# خیابان ماساچوست (ایندیاناپلیس)
خیابان ماساچوست (به انگلیسی: Massachusetts Avenue) یک محله، بافت تاریخی است که در ایندیاناپلیس واقع شده‌است. این خیابان یکی از شش منطقه فرهنگی مشخص شده در ایندیاناپلیس است. این خیابان تنها چند بلوک تا شمال شرقی میدان مجسمه فاصله دارد. خیابان ماساچوست یکی از چهار خیابان اصلی مورب در مرکز شهر ایندیاناپولیس است که جزو طراحی‌های الکساندر رالستون در ۱۸۲۱ بود. امروزه این خیابان در قلب منطقه هنری شهر قرار دارد. برخی از مشهورترین تئاترها و گالری‌های هنری شهر و تعدادی مغازه و غذاخوری در این منطقه وجود دارد.
بهسازی بافت شهری در دهه ۱۹۹۰ این منطقه را از یک منطقه فقیرنشین به یکی از اماکن شیک و مدرن شهر تبدیل کرد. در حال حاضر توسعه مجدد خیابان ماساچوست و همچنین مرمت مغازه‌ها، تئاترها و رستوران‌های محلی در دستور کار قرار دارد.